# Arctosa brevispina
Arctosa brevispina är en spindelart som först beskrevs av Roger de Lessert 1915.  Arctosa brevispina ingår i släktet Arctosa och familjen vargspindlar. Inga underarter finns listade i Catalogue of Life.